# محفز الألم
محفز الألم هي تقنية يستخدمها العاملون في المجال الطبي لتقييم مستوى الوعي لدى الشخص الذي لا يستجيب للتفاعل الطبيعي والأوامر الصوتية والمنبهات الفيزيائية الخفيفة (مثل هز الأكتاف) وهذه التقنية تشكل جزءًا واحدًا من مجموعة من أدوات التقييم العصبية بما في ذلك
(الإسعافات الأولية التي تعتمد على مقياس التنبيه والصوت والألم وعدم الاستجابة) ومقياس غلاسكو للغيبوبة الذي يعتمد بشكل كبير على الجانب الطبي.
الهدف من محفز الألم هو تقييم مستوى الوعي لدى المريض (من خلال تحفيز النطق بأسلوب مقبول ومتناسق وقابل للتكرار)، وتحقيقًا لهذه الغاية يوجد عدد محدود من التقنيات التي تعتبر مقبولة عادة.
ويمكن استخدام محفز الألم بطريقة مركزية أو بشكل خارجي وتوجد مزايا وعيوب لكل نوع من المحفزات وهذا يتوقف على نوع المريض واستجابته التي يتم تقييمها.

## المحفز المركزي
المحفز المركزي هو أحد المحفزات التي لا يمكن أن تنجح إلا إذا كان المخ مشتركًا في الاستجابة للألم على النقيض من المحفز الطرفي الذي يمكن أن يحدث نتيجةً لرد فعل عكسي. محفزات الألم المركزية الأربعة الأكثر استخداما هي:
- ضغط شبه المنحرف تتضمن القبض والضغط على جزء من العضلة شبه المنحرفة في كتف المريض.[1]
- الضغط الفكي عبارة عن تحفيز يدوي لأعصاب الفك التي تقع في زاوية الفك.
- الضغط فوق الحجاج هو تحفيز يدوي لأعصاب فوق الحجاج من خلال الضغط بالإبهام على الفراغ الواقع فوق العين وبالقرب من الأنف.[2]
- الحكة القصية والتي تتضمن القيام بالضغط بشكل دائري ( مثل حركة الصرير بالمدقة والهاون) على صدر المريض.[1]

ينبغي استخدام المحفز المركزي دائمًا عند محاولة تقييم ما إذا كان المريض متمركزًا حول موقع الألم ( على سبيل المثال تحريك ذراعيه إلى موضع الألم)، ومع ذلك تشير الدراسات أن المحفزات المركزية أقل ملاءمة لتقييم فتح العين مقارنة بالمحفزات الطرفية، التي يمكن أن تتسبب في حدوث تكشير في الوجه
إذا استجاب المريض لمحفز الألم المركزي بشكل طبيعي، من غير المحتمل عندئذ أن يكون هناك حاجة لاستخدام المحفز الطرفي، إلا إذا كان هناك شك في وجود شعور غير عادي بالتنميل أو بالحكة أو شلل في عضو معين.
وعلى الأرجح ينبغي أن يستخدم المحفز المركزي على الأقل لمدة 15 ثانية وربما تصل إلى 30 ثانية لكي يتمكن الطبيب السريري من تقييم مدى فاعليته بشكل دقيق.
وقد تم انتقاد المحفزات المركزية المختلفة المقبولة واعتبرت أنها دون المستوى الأمثل لأسباب مختلفة. على سبيل المثال قد تؤدي الحكة القصية إلى كدمة (خصوصا للمرضى ذوي الجلد الناعم) ولهذا السبب اعترض عليها البعض.
ويُعتقد أن الضغط فوق الحجاج والضغط شبه المنحرف أكثر فاعلية من الحكة القصية أو التحفيز الطرفي، لكن تظل الحكة القصية الأكثر شيوعا.
قد يكون الضغط فوق الحجاج والضغط الفكي غير ملائمين للمرضى الذين يعانون من إصابات بالرأس أو تورم حول الحجاج.

## المحفز الطرفي
تُستخدم المحفزات الطرفية عمومًا على الأطراف والتقنية الشائعة فيها هي الضغط على منطقة الهليل بأصبع اليد أو ظافر أصبع القدم والتي غالبًا ما تكون باستخدام ملحق مثل القلم. فعلى الرغم من أن الحكة القصية يمكن أن تسبب كدمة يوصى بعدم استخدامها من خلال الضغط بجانب الأصبع.